# La Capella Reial de Catalunya
La Capella Reial de Catalunya est un ensemble vocal et instrumental de musique ancienne fondé en 1987 en Catalogne, Espagne.

## Historique
La Capella Reial de Catalunya a été fondée en 1987 par Jordi Savall et Montserrat Figueras pour interpréter la musique de la Renaissance et la musique baroque de la péninsule Ibérique, principalement la musique du Siècle d'or espagnol, le Siglo de Oro.
L'ensemble a été fondé initialement sous le nom de Capella Reial : c'est en 1990 qu'il a adopté son nom actuel de Capella Reial de Catalunya.
La Capella Reial (Chapelle royale) est née sur le modèle de la chapelle royale espagnole par laquelle d'importants chefs-d'œuvre de musique sacrée ibérique furent créés.
En 1974 Jordi Savall fonde Hesperion XX qui deviendra Hesperion XXI, orchestre d'instruments anciens. En 1989, Jordi Savall fonde un autre orchestre sur instruments d'époque, appelé Le Concert des Nations orienté vers l'interprétation de la musique française ancienne.

## Discographie

### La Capella Reial de Catalunya
- 1988 : Missa Pro Defunctis - Missa de Batalla de Joan Cererols
- 1989 : Vespro della Beata Vergine  de Claudio Monteverdi
- 1991 : Chansons de la Catalogne millénaire
- 1995 : Ensalada 'La trulla' - Villancicos
- 1996 : El Cançoner del Duc de Calabria
- 1998 : Le Cancionero de Montecassino. Alfons V Le Magnànim. (Alia Vox AV 9816) (Fiche sur medieval.org)
- 2000 : El Cant de la Sibilla II
- 2000 : Mille regrets - Charles V - Chanson de l'Empereur Charles Quint
- 2002 : Cantica beatae virginis
- 2002 : El Cant de la Sibilla I
- 2002 : La Battalia - Requiem à 15 de Heinrich Ignaz Franz von Biber
- 2003 : Villancicos cortesanos y coloniales
- 2004 : El Cant de la Sibilla
- 2005 : Don Quichotte de la Mancha
- 2006 : Christophe Colomb :Les Paradis Perdus
- 2007 : Vêpres de la Vierge de Claudio Monteverdi

### La Capella Reial de Catalunya et Hespèrion XXI
- 1992 : Officium Defunctorum - Missa pro Defunctis a 5 de Cristobal de Morales — Hespèrion XXI
- 1994 : Jeanne la Pucelle, musique du film Jeanne la Pucelle de Jacques Rivette
- 1995 : Cantica beata virginis de Tomás Luis de Victoria
- 1995 : Madrigali guerrieri et amorosi / libro VIII de Claudio Monteverdi
- 1996 : Vox aeterna
- 2000 : Madrigaux guerriers et amoureux, livre VIII de Claudio Monteverdi
- 2000 : Cantigas de Santa María, recueil de chansons rédigé pendant le règne du roi de Castille Alphonse X dit El Sabio ou Le Sage (1221-1284)
- 2004 : Isabel I Reina de Castilla
- 2021 : Officium Hebdomadæ Sanctæ de Tomás Luis de Victoria (1585) (enregistrement direct dans le cadre du festival de Salzbourg 2018)

### La Capella Reial de Catalunya et Le Concert de Nations
- 2004 :  Marc-Antoine Charpentier à La Chapelle de Versailles (2 SACD et 1 DVD Alia Vox)
- 2016 : Henry Desmarest, Messe à 2 Chœurs et 2 Orchestres, Francesc Valls, Missa Scala Aretina (SACD Alia Vox)